# Киркегорд, Йенс
Йенс Киркегорд (дат. Jens Kirkegaard; 1 июня 1889, Дания — 20 апреля 1966, Раннерс) — датский гимнаст, серебряный призёр летних Олимпийских игр 1912 года в командном первенстве по шведской системе.